# Corophium spinicorne
Corophium spinicorne är en kräftdjursart som beskrevs av William Stimpson 1857. Corophium spinicorne ingår i släktet Corophium och familjen Corophiidae. Inga underarter finns listade i Catalogue of Life.